# 订阅号助手
订阅号助手是微信团队推出的一款APP，开发商为腾讯科技（深圳）有限公司广州分公司。2018年上线苹果版本，2019年上线安卓版本。订阅号助手可以帮助用户随时随地的编辑微信公众号和订阅号。